# 松谷警部と三鷹の石
『松谷警部と三鷹の石』（まつたにけいぶとみたかのいし）は、平石貴樹が著した長編推理小説（三人称小説）。

## 概要
警視庁の警部・松谷健介と、その部下の女性の巡査・白石以愛を主な探偵役に据えた「松谷警部」シリーズの第2作。三鷹に起きた、一見無理心中と思える事件に端を発する、意外な真相に至る殺人事件を描く。2014年に東京創元社の創元推理文庫の一冊として刊行された。表紙イラストは、杉田比呂美。

## あらすじ
2003年3月6日、スポーツ記事を書く若手ライター記者の堀越俊介が殺された。状況から、事件は別れ話のあった元恋人の中路真央による一種の無理心中と思われ、時間差で真央も別の場所で命を絶っているようだった。だが警視庁の松谷警部や白石巡査らの捜査陣は、事件の細部に不審を抱く。やがて事件は数年前に河口湖周辺で生じた別の未解決の殺人事件にも繋がっていく。

## 登場人物
松谷健介
警視庁の警部。実際にはワトスン役のポジションに近い。あだなは「マッタリ警部」。
白石以愛
松谷の部下の巡査。論理的な思考と閃きに冴えた、シリーズの実質的な探偵役。美人。文学専門の大学院生の彼氏がいる。
山口洋範
松谷の部下の警部補。自称「白石イアイを守る会」の代表だったが、白石に彼氏がいると知ってショックを受ける。
服部次郎
河口湖の警部。「シゴトシロ!」と叫ぶ、オウムのフジタローを飼っている。
堀越俊介
被害者。ハンサムなスポーツ記者。29歳。独身。
中路真央
堀越の元彼女。現在は姉夫婦の店を手伝う。堀越を殺し、自殺したと見られる。以前は援助交際も行う非行少女だった。
西井田奈央
真央の姉。夫とブティックを経営。
西井田清
ヒゲを生やした奈央の夫。真央とも仲がいい。義理の妹につれない堀越のことを恨んでいる。
梁田春道
スポーツ店店主。身障者。オネエ言葉を使うカメラマニア。独自のモラル基準を持つ人物。
梁田直道
こわもての実業家。春道の兄。
木屋沢一郎
堀越の大学の先輩で元カーリング選手。堀越が遠因といえる事故で選手生命を断たれたが、後輩を許していた。「河口湖カーリング・クラブ」のコーチをしていたが、数年前に何者かに殺されている。
萩脇哲也
宝飾店「萩脇ジュエリー」の専務で、先代社長の息子。妻の弥生を愛し、浮気経験のある彼女を許す。
萩脇弥生
哲也の妻で、ジュエリーデザイナー。堀越と最近まで関係を持ち、木屋沢とも縁があった。今は浮気を反省し、夫とのよりを戻す。
萩脇志保
哲也の母で、先代社長夫人。今は萩脇ジュエリーの営業部長。嫁の浮気を知るも、改悛の念を受け入れている。
萩脇清蔵
ジュエリーの先代社長。故人。
浜宮俊雄
ジュエリーの現社長。先代から哲也の後見を託されている。
葉中文行
河口湖のホテル経営者。
葉中あゆみ
文行の娘。木屋沢から一時期指導も受けていた、カーリングプレイヤー。華奢で小柄で目がクリクリした娘。カナダへの留学経験あり。
鬼頭文雄
弥生の伯父。年輩ながら快活な人物。
加山知子
真央の友人。「トモちゃん」と呼ばれた元不良娘。
「中山」
木屋沢が殺される直前、電話で話した女性。

## 書誌情報
- 東京創元社（創元推理文庫）2014年7月20日発売[1]、ISBN 978-4488420048